# 科馬爾卡爾科市鎮
科馬爾卡爾科市镇是一個市镇 ，位於墨西哥東南的塔巴斯科州。